# Östlicher Mebon

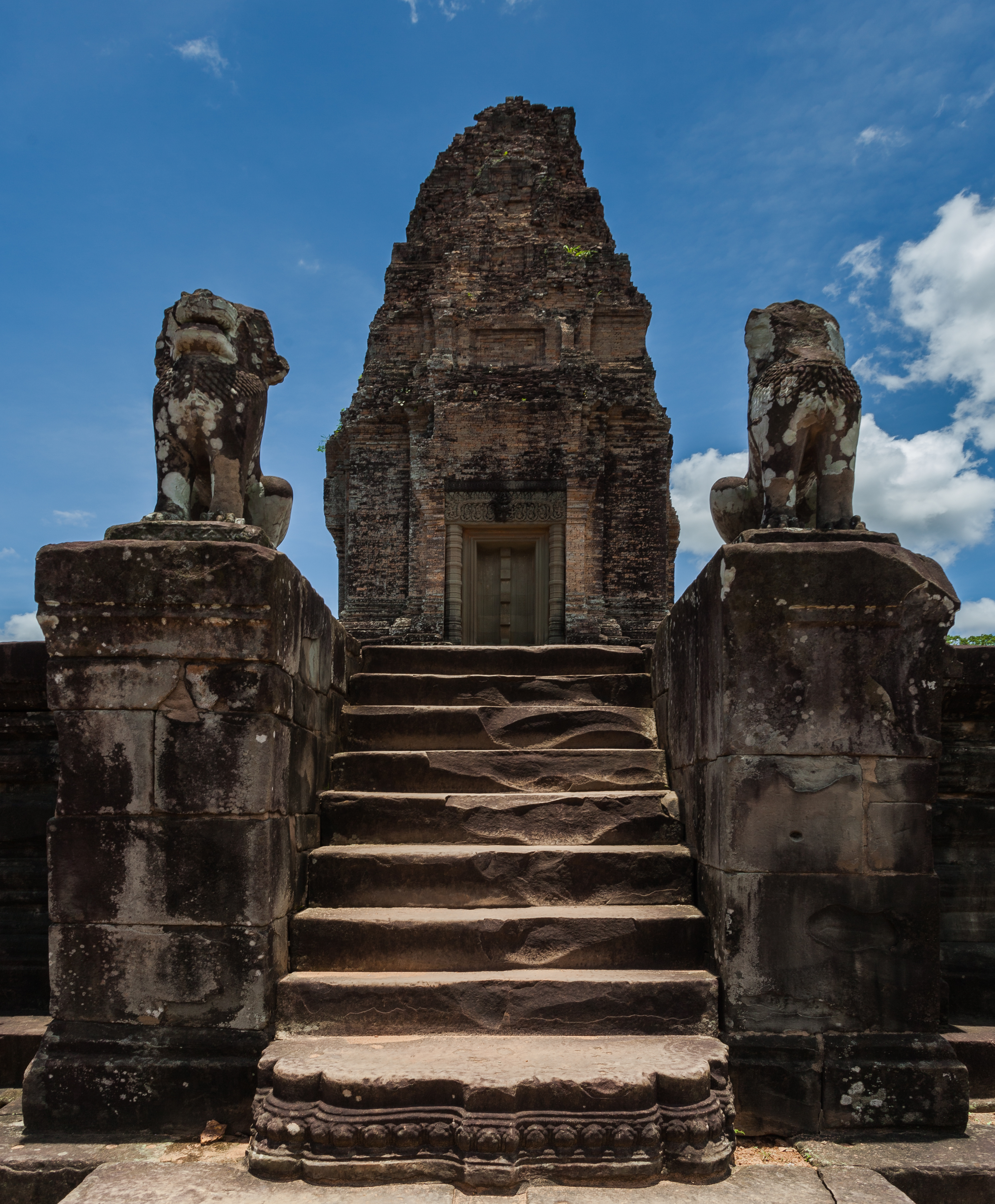
Östlicher Mebon (sichtbar sind der zentrale Turm auf der vierten Ebene und zwei der vier flankierenden Prasats auf der dritten Ebene)

Der Östliche Mebon ist ein Tempel in Angkor (Kambodscha), der im Auftrag von Rajendravarman II. (944–968) erbaut wurde. Für die Planung war der Minister und Architekt Kavindrarimathana verantwortlich. Das Heiligtum wurde auf einer künstlichen Insel (Mebon = Inseltempel) in der Mitte des östlichen Baray (Yasodharatataka) errichtet. Der Shiva-Tempel wurde 952 eingeweiht. Der Östliche Baray ist heute ausgetrocknet und der Inseltempel erhebt sich inmitten der Reisfelder.

## Rajendravarman II. und dessen Bauvorhaben
Nach seiner Thronbesteigung im Jahr 944 verlegte Rajendravarman II. die Hauptstadt des Khmer-Reiches von Koh Ker wieder in die Region von Angkor. Er startete zahlreiche Bauvorhaben, für die sein Minister und Architekt Kavindrarimathana zuständig war. Rajendravarman erteilte den Auftrag, die alte Hauptstadt Yasodharapura zu restaurieren, die Yasovarman I. erbaut hatte. Er ließ die Tempel Östlicher Mebon, Pre Rup, Bat Chum und Kutisvara erbauen, den Baksei Chamkrong fertigstellen und möglicherweise auch den Srah Srang ausheben. Rajendravarman ließ an vier Tempeln Inschriften anbringen. Unter der Herrschaft von Rajendravarman II. wurde der eigenständige Pre Rup-Stil entwickelt.

## Östlicher Mebon

### Lage
Der Östliche Mebon befindet sich auf einer quaderförmigen, künstlichen Insel im (heute ausgetrockneten) Östlichen Baray (Yasodharatataka). Dieses riesige, ca. 7 km lange und 1,8 km breite Wasser-Reservoir wurde im Auftrag von Yasovarman I. (889–910) erbaut. Verschiedene Autoren schreiben, Yasovarman I. habe auch die künstliche Insel im Baray errichten (vorbereiten) lassen. In einer der sechs Bat Chum-Inschriften heißt es jedoch, Rajendravarman II. (944 – 968), habe Kavindrarimathana die Anweisung erteilt, im Yasodharatataka eine künstliche Tempel-Insel anzulegen, in einer anderen Bat-Chum-Inschrift wird der König selbst als Erbauer des Mebon genannt.
Die Insel mit dem Tempel liegt nicht präzis in der Mitte des Baray, sondern nur in der Mitte der Längsachse, jedoch deutlich südlich vom Mittelpunkt der Querachse. Hingegen befindet sich der Östliche Mebon (bis auf eine Abweichung von 1°) auf der gleichen Achse wie der östliche Gopuram des Königspalastes von Angkor Thom (= Mitte der Terrasse der Elefanten) und des Sieges-Tors.
Zur Grundfläche des Inselblockes gibt es verschiedene Angaben: ein Rechteck von 126 m Länge und 121 m Breite, ein Rechteck von 117 m Länge und 114 m Breite sowie ein Quadrat mit 120 m Seitenlänge. Die Ausrichtung des Insel-Quaders entspricht präzis den vier Himmelsrichtungen. In der Mitte jeder Seite gibt es eine vorspringende Anlegestelle für die Boote. Eine Treppe, die 10 Stufen hat und von zwei Löwen flankiert wird, führt von jeder Anlegestelle zur ersten Plattform. Ob die Anlegestellen aus der Zeit von Yasovarman I. oder von Rajendravarman II. stammen, ist nicht geklärt. Das Wasser stand im Östlichen Baray einst (je nach Jahreszeit) zwischen 3 m und 5 m hoch, sodass ein großer Teil des Quaders aus Laterit-Steinen, der die künstliche Insel bildet, unter der Wasseroberfläche lag. Heute ist der Baray ausgetrocknet und auf allen Seiten der Insel sind große Erdmassen angehäuft, die den unteren Teil des Sockels verbergen. *Messungen mit Hilfe von Google Earth scheinen zu bestätigen, dass die Grundfläche ein präzises Quadrat von 120 m Seitenlänge ist.

### Architektur

#### Ein Tempelberg?
In der Fachliteratur gibt es kontroverse Aussagen zur Frage, ob der Östliche Mebon ein Bergtempel (Pyramiden-Tempel) sei oder nicht (resp. ob er den mythologischen Berg Meru symbolisiere oder nicht). Eine Antwort dazu könnte eine der sechs Bat-Chum-Inschriften liefern, in welcher es heißt, Rajendravarman II. habe Kavindrarimathana den Auftrag erteilt, inmitten des Yasodharatataka einen „Berg“ zu schaffen.

#### Plan des Tempels

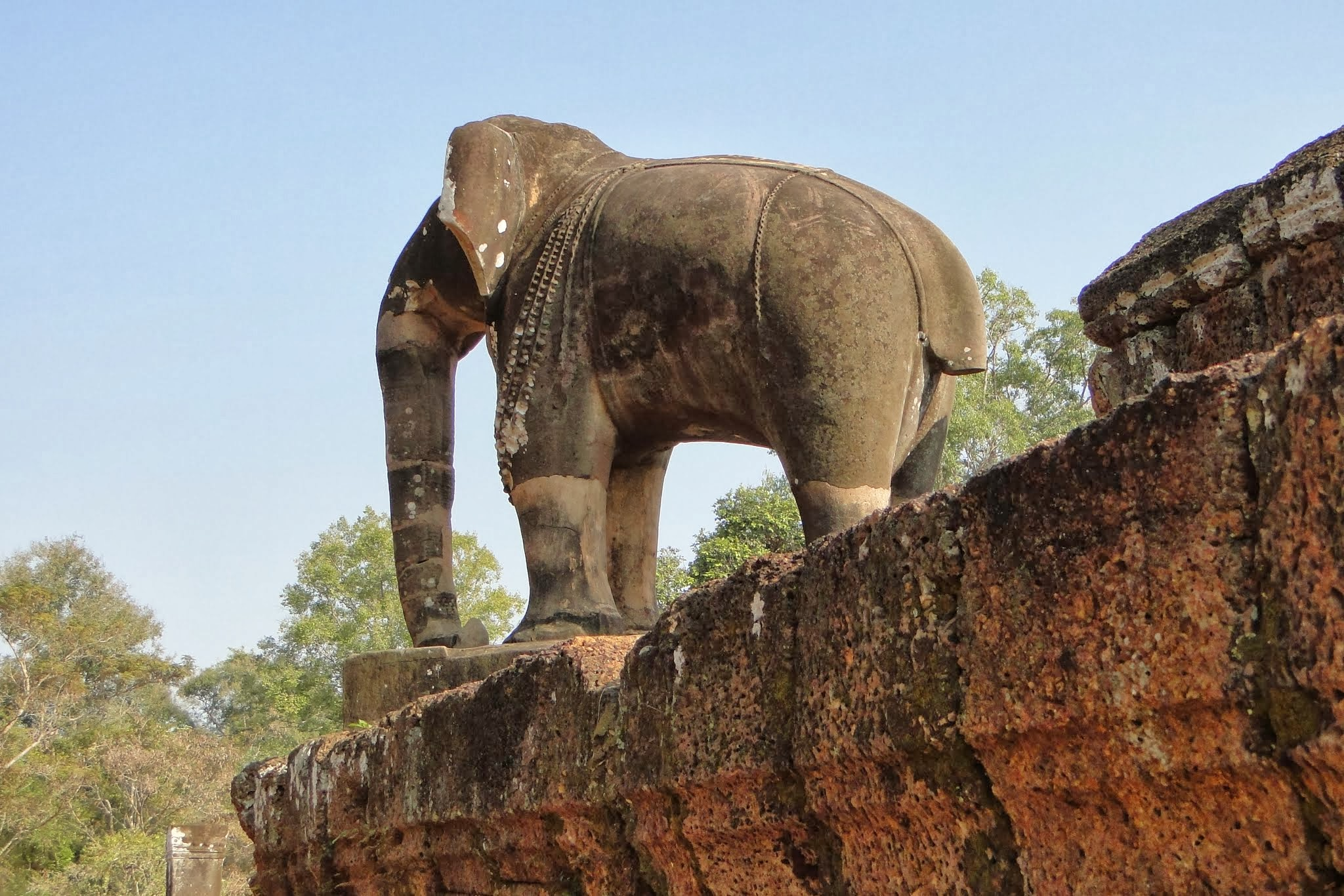
Elefant auf der zweiten Ebene

Die Strukturen des Östlichen Mebon liegen auf vier verschiedenen Ebenen.

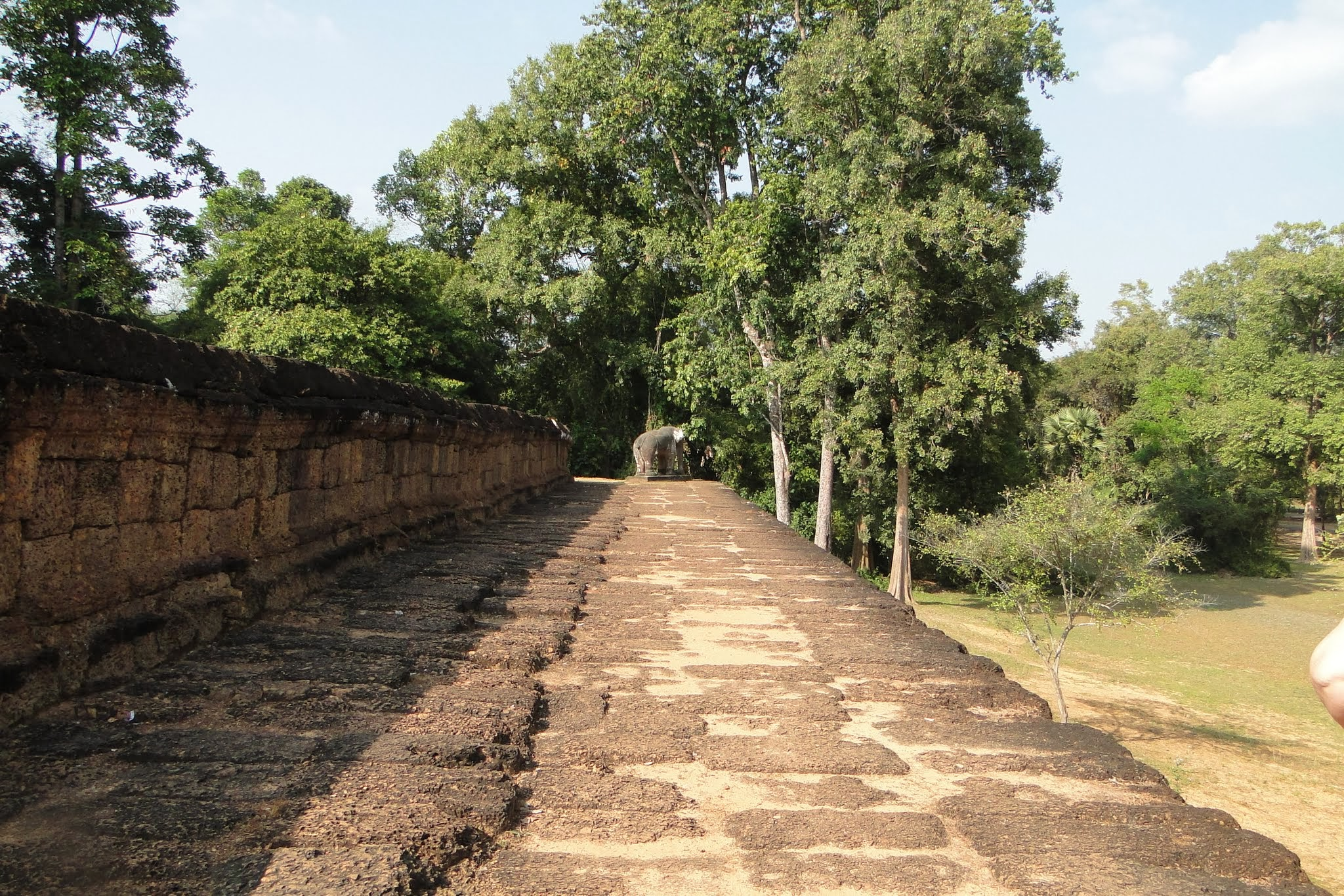
Erste Ebene
Die Inselplattform stellt die erste (unterste) Ebene dar. Auf ihr befinden sich (von außen nach innen) die umlaufende, ca. 5,5 m breite Terrasse mit den Elefanten-Skulpturen in den vier Ecken, die äußere (2.) Umfassungsmauer mit den vier in Mauernischen zurückgesetzten, kreuzförmigen Eingangstoren (Gopuras) und innerhalb der Mauer 16 rechteckige Hallen (Vorläufer der Galerien).
Zweite Ebene
Auf einer 2,4 m hohen Stufe aus Laterit liegt die zweite Ebene. Die umlaufende Terrasse ist deutlich schmaler als jene der ersten Ebene. In den vier Ecken stehen wiederum Elefantenstatuen. Zwischen 2 m und 5 m (auf der Westseite) von der Kante entfernt, erhebt sich die innere (1.) Umfassungsmauer. Vier axiale, von Löwen flankierte Treppen führen zu den (nicht kreuzförmigen) Gopuras, die ebenfalls in einwärts gezogenen Nischen stehen. In den vier Ecken innerhalb der Mauer steht je eine Bibliothek aus Laterit. Eine zusätzliche, fünfte Bibliothek befindet sich in der Südostecke. Auf der gleichen Ebene erheben sich acht kleine Backstein-Türme, jeweils paarweise vor den Gopuras.

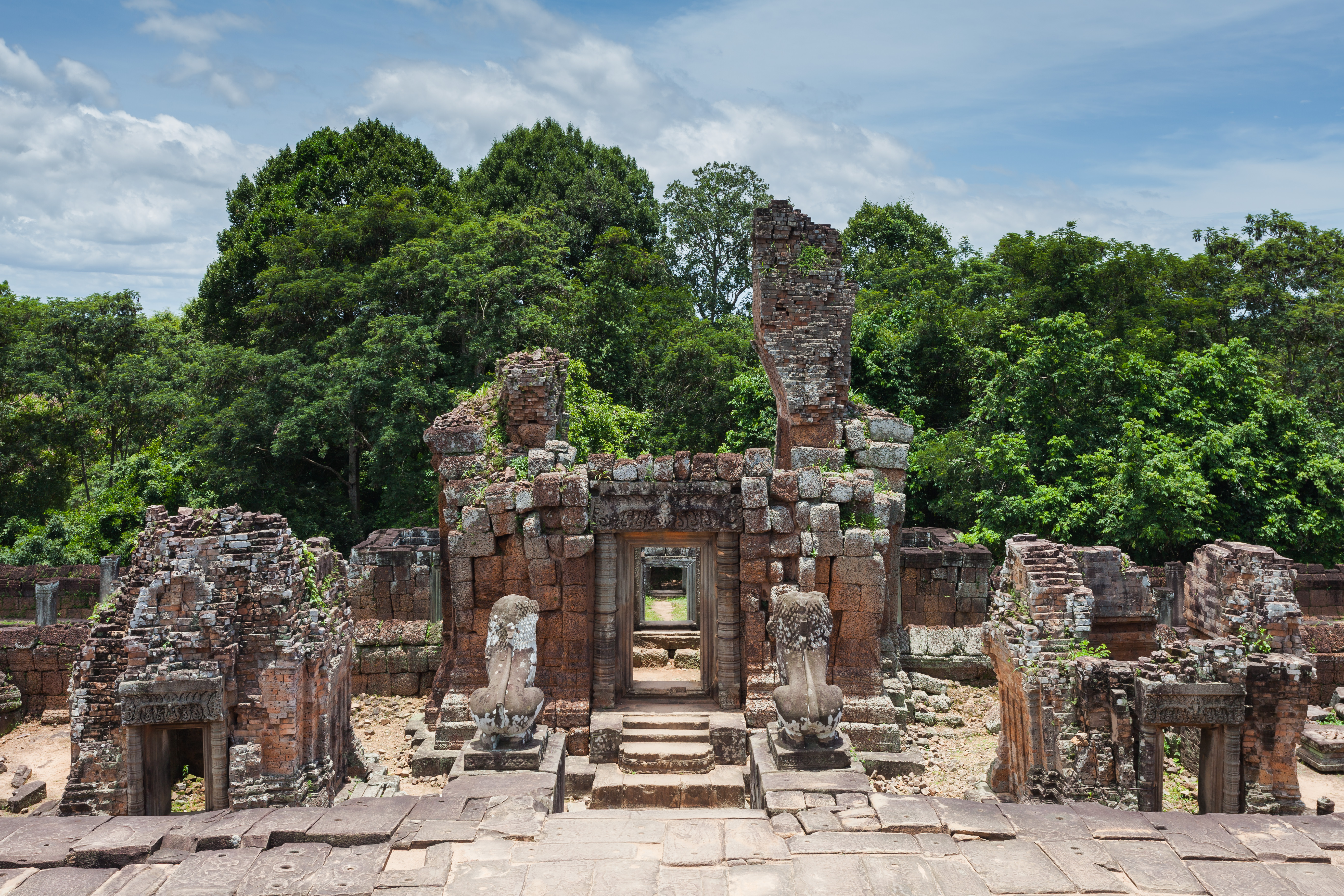
Dritte Ebene
Die nächste Stufe ist mit Sandstein verkleidet und 3 m hoch. Vier axiale, von Löwen flankierte Treppen führen zur dritten Ebene. Auf dieser stehen (jeweils in den Ecken) vier große Ziegelsteintürme.

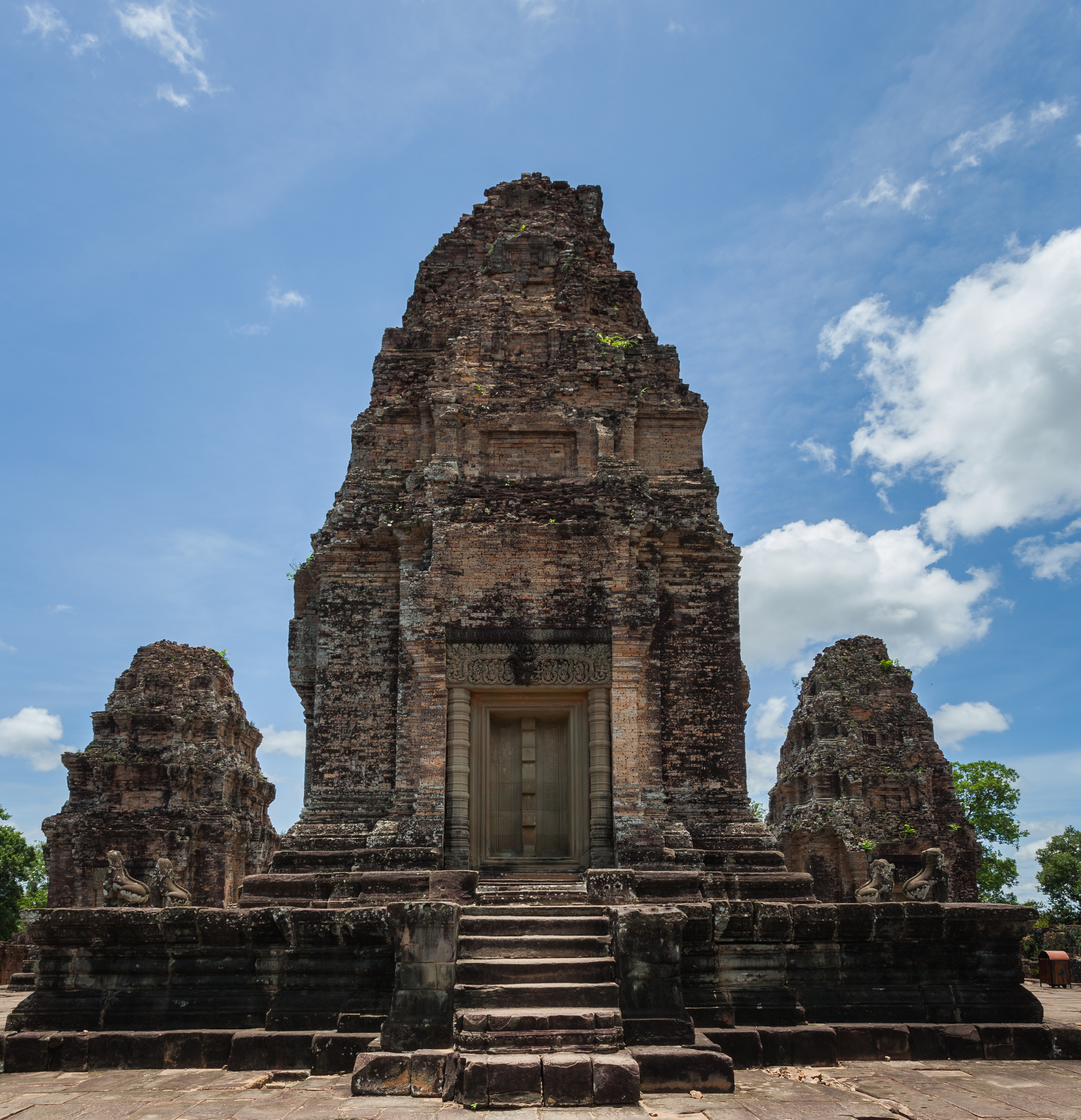
Vierte Ebene
Die oberste Stufe ist 1,9 m hoch. Vier axiale, von Löwen flankierte Treppen führen zur vierten Ebene. Diese wird fast vollständig vom zentralen Turm aus Ziegelstein eingenommen. Er ist größer als die vier Türme auf der dritten Ebene. Mit diesen zusammen bildet er die Quincunx.

#### Baumaterial
Am Östlichen Mebon wurden Laterit, Sandstein und Ziegelstein verwendet. In geringem Maße fanden auch Holz und glasierte Dachziegel Verwendung (in den galerie-ähnlichen Gebäuden innerhalb der 2. Umfassungsmauer sind Löcher zu sehen, die zum Befestigen der Tragbalken für die Dachkonstruktion dienten).
Die fünf Haupttürme sind aus relativ kleinen, 22 cm × 13 cm × 5,5 cm messenden Ziegelsteinen gebaut und waren ursprünglich mit einem stuckartigen Mörtel überzogen. Davon zeugen heute noch die zahlreichen Löcher, die dazu dienten, den Stuck besser mit dem Ziegel-Mauerwerk zu verbinden.

#### Skulpturen und Reliefs
Insgesamt 8 Elefanten-Skulpturen stehen diagonal in den Terrassen-Ecken vor den beiden Umfassungsmauern. Ursprünglich bewachten 16 Löwenpaare die axialen Treppen. die Elefanten sind nahezu 2 m hoch, weitgehend naturalistisch dargestellt und samt dem Sockel, auf dem sie stehen, aus einem Block gemeißelt.

#### Baustil
Der Östliche Mebon ist im sogenannten Pre-Rup-Stil (944 – ca. 968) gebaut. Namengebend war der Tempel Pre Rup, der Staatstempel von Rajendravarman II., der 9 Jahre nach dem Östlichen Mebon eingeweiht wurde.
Die zahlreichen Türstürze des östlichen Mebon sind meisterhaft entworfen und gearbeitet und noch präziser und detailreicher als am Pre Rup.

#### Inschrift und Einweihung
In der Inschrift der Gründungsstele, die im Tempel gefunden wurde, steht, dass Rajendravarman II. (944–968) den Tempelberg zu Ehren seiner Eltern erbauen ließ und dass er 952 eingeweiht wurde. In der gleichen Inschrift heißt es außerdem, der König habe für den Tempel Bildnisse von Shiva, Parvati, Vishnu und Brahma (die wohl in den vier Ecktürmen der Quincunx standen) und dazu 8 Lingas gestiftet (diese befanden sich in den acht kleinen Türmen auf der zweiten Ebene). Vermutlich hatte die Statue von Shiva die Gestalt des Vaters und jene von Parvati die Gestalt der Mutter von Rajendravarman II.